# 歐盟LGBT權益
歐洲聯盟LGBT權益受到了歐洲聯盟條約及法律的保護。同性性行為在所有歐洲聯盟成員國都是合法的，並且自2000年起就在歐盟範圍內禁止針對LGBT人群的就業歧視。但是，各成員國就為LGBT族群提供更多的保障、同性民事結合、同性婚姻和同性伴侶收養等領域的立法是有所差別的。

## 條約保護
《歐洲聯盟條約》經過2007年通過的《里斯本條約》的升級並於2009年開始實施後，使得《歐洲聯盟基本權利憲章》對歐洲聯盟本身及其成員國都具有法律約束力。《歐洲聯盟基本權利憲章》第21條包含一條反歧視條款，“禁止基於……性取向等任何理由的歧視”。
此外，《歐洲聯盟運行條約》第10條也規定歐盟有義務打擊包括基於性取向的歧視行為；並且還在第19條中要求歐盟理事會與歐洲議會在立法層面積極推動相關的反歧視立法。這些規定由1999年《阿姆斯特丹條約》頒布。

## 法律保護

### 就業歧視
在反歧視條款納入《歐洲聯盟條約》和《歐洲聯盟運行條約》後， 歐洲聯盟在2000年頒布了《2000年平等準則》。該框架準則強制所有歐洲聯盟成員國必須就反就業歧視進行立法，同時所立法案必須包括保護人們免受基於性取向歧視的條款。 實際上，這既可以保護歐盟公民不會因為性取向而被拒絕工作或解僱，它還可以保護他們免受同事因性取向的性騷擾。

### 提供商品與服務時的歧視
需要注意的是，《2000年平等準則》的並不針對在公司、組織、機構等提供商品或服務時的歧視行為，例如醫療機構可以拒絕為公開出櫃的LGBT人群提供治療和醫療服務；校園中基於恐同而產生霸凌；酒店拒絕為同性伴侶提供雙人間；被拒絕參與社會保障以及領取遺屬養老金或針對照顧伴侶的經濟補貼等。在面對上述情況時，歐盟法律僅能以種族或性別為由來提供保護。
因此，2008年歐洲聯盟提出了一項更廣泛地打擊歧視的準則提案，該提案將禁止在社會保障、社會利益、教育和獲得商品供應等領域基於宗教信仰、肢體障礙、年齡或性取向的歧視。 儘管該提案得到了歐洲議會的大力支持，但隨後便在歐盟理事會中陷入停滯。

### 跨性別者權益
歐盟法律目前將跨性別者議題採取了與同性戀者及雙性戀者不同的對待方式。儘管歐洲議會早在1989年就通過了有關跨性別者權益的決議，但跨性別者的身份認同並未納入歐盟的任何資助計劃中，也沒有像性取向議題那樣在建立歐洲性別平等研究所的法律中被提及。但好在歐洲法院通過判例法將基於“性別”的歧視解釋也指那些進行過“變性治療”的人，從而為跨性別者提供了一些保護。 不過學界對此進行了批評，認為對跨性別者的保護應該是基於性別認同而不是性別歧視。 2002年，歐盟對《1976年平等待遇準則》進行了修訂，納入了基於性別認同的歧視，以反映該準則的判例法。 然而時至今日，當歐盟跨性別者公民行使其自由遷徙權或其他與歐盟公民身份相符的權益時都會遭遇重大困難。

### 雙性人權益
2019年2月，歐洲議會通過了一項關於雙性人權益的決議。該決議呼籲歐盟成員國制定更好的政策以保護雙性人權益，特別是使其免受不必要的手術和歧視。決議稱，歐洲議會“強烈譴責性別正常化治療和手術；歡迎馬耳他和葡萄牙等國禁止此類手術的法律，並鼓勵其他成員國盡快通過類似立法。”該決議還敦促各國建立基於自決的法律以承認性別。它還確認雙性人“在歐盟遭受多種暴力和歧視”，並呼籲歐盟委員會和成員國提出立法來解決這些問題。它還包括需要為雙性人及其家人提供充分的諮詢和支持，採取措施結束雙性人面臨的恥辱和病態化，以及增加對雙性人領導的民間社會組織的資助。

## 其他行動
2001年至2006年期間，歐洲聯盟“打擊歧視社區行動計劃（Community Action Programme to Combat Discrimination）”耗資1億歐元，該計劃旨在打擊包括基於性取向在內的多個領域歧視。 2009年，歐盟委員會採取行動緩和了立陶宛的一項包含恐同語言的法律，該行動也旨在支持該國或其他受到禁止威脅國家的同性戀驕傲遊行。

## 對外措施
2010年6月，歐盟理事會通過了一個非約束性工具包來促進LGBT族群的人權。 2013年6月，理事會將其升級為具有約束力的LGBTI方針，指示世界各地的歐盟外交官捍衛LGBTI人民的人權。

## 同性結合

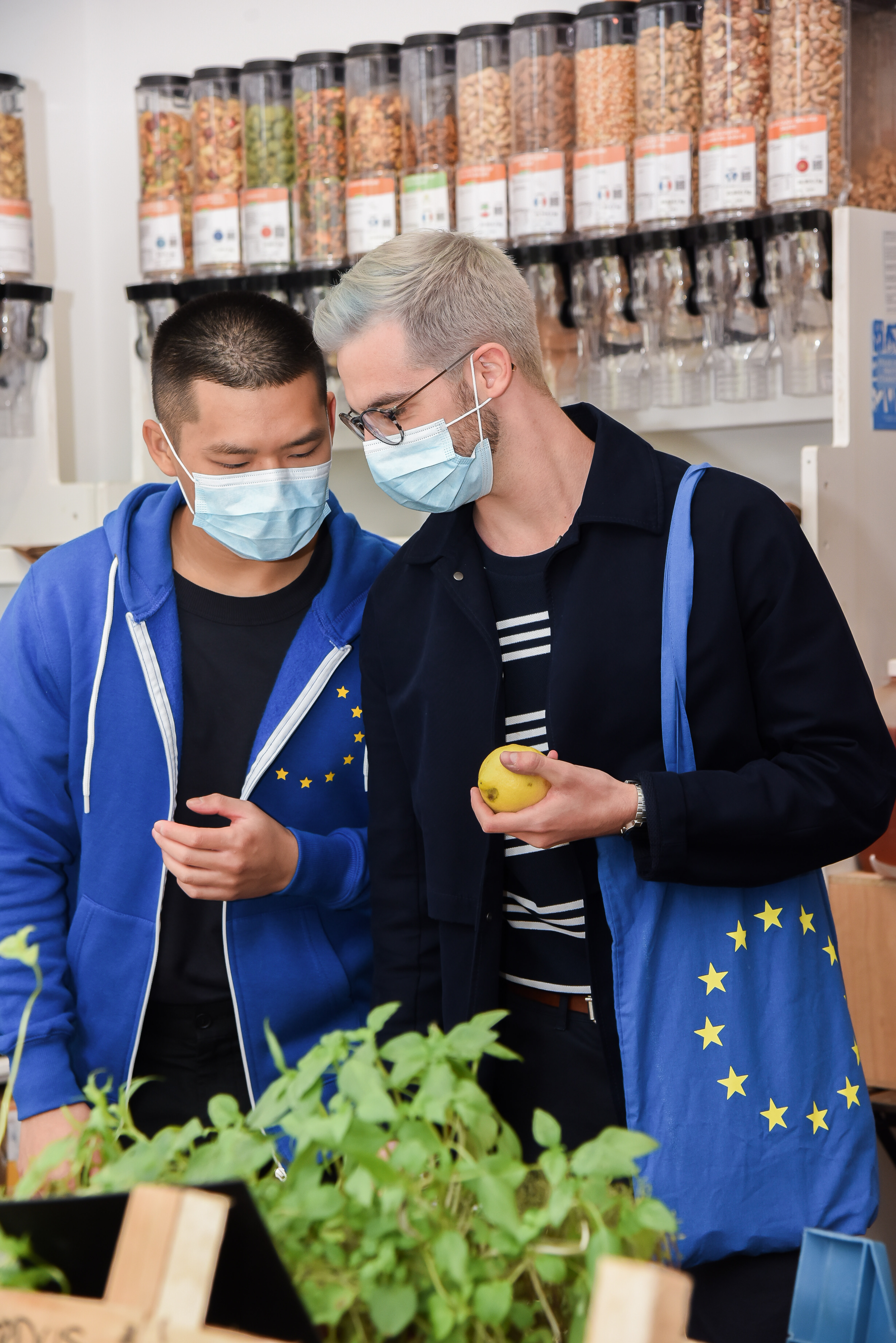
一對歐洲同性伴侶在購物

歐盟同性結合狀況分佈圖
承認同性婚姻
承認與婚姻相等的民事結合
承認非婚同居
承認海外同性伴侶的配偶權

目前，在歐洲聯盟的成員國中，奧地利、比利時、丹麥、愛沙尼亞、芬蘭、法國、德國、希臘、愛爾蘭、盧森堡、馬耳他、荷蘭、葡萄牙、斯洛文尼亞、西班牙和瑞典已承認同性婚姻，而奧地利、比利時、克羅地亞、塞浦路斯、捷克、愛沙尼亞、法國、希臘、匈牙利、義大利、盧森堡、馬耳他、荷蘭、斯洛文尼亞和西班牙等國則實現同性民事結合合法化。丹麥、瑞典、芬蘭和愛爾蘭等國的民事伴侶關係曾分別於1989年至2012年、1995年至2009年、2002年至2017年和2011年至2015年期間為合法；而在德國，2001年至2017年期間是認可“已註冊生活伴侶關係（Registered Life Partnerships）”的。不過現有的民事伴侶關係或已註冊生活伴侶關係在上述國家依然是被承認的。
保加利亞、克羅地亞、匈牙利、拉脫維亞、立陶宛、波蘭和斯洛伐克等國在憲法中將婚姻定義為“一男一女的結合”。2020年12月，匈牙利在憲法中明確禁止同性伴侶收養。
歐盟法律（《公民權利準則》）要求那些將同性伴侶關係合法化的成員國為了行動自由的目的承認彼此的伴侶關係。 歐洲議會也通過了一份呼籲成員國之間彼此承認對方同性伴侶關係的報告。
根據歐洲法院基於《就業平等框架準則》所做出的判例法，與同性伴侶建立民事關係且其伴侶不可能結婚的情況下，該僱員必須與本公司其他已婚僱員享受同等待遇。法院早在2008年的“丸子九雄訴德國劇院供應機構案（Tadao Maruko v. Versorgungsanstalt der deutschen Bühnen）”的判決中就為德國的“已註冊生活伴侶關係”確立這項原則，隨後又在2013年2月的“弗雷德里克·海伊訴農業互助信貸案（Frédéric Hay v. Crédit agricole mutuel）”判決中確認了這一點。不過在後者的判決中涉及了法國的“民事互助契約”，該關係相較於德國的已註冊生活伴侶關係要遠遠低於婚姻關係。
此外，依據歐洲法院在2018年6月5日針對“科曼等人訴移民總督查及內政部案”的判決，《自由遷徙準則》中的“配偶（或伴侶或家庭其他成員）”包括“（外國）同性配偶”；成員國必須給予歐盟公民的（外國）同性配偶居留權。 但大多數中歐及東歐的新歐盟國家（A8國家）本身並不承認同性婚姻，可像保加利亞、拉脫維亞、立陶宛和羅馬尼亞等國家仍然遵守歐洲法院對同性婚姻承認的相關判例，不過它們在實踐中卻不總是遵守這些約束。

### 家庭權益
截至2021年，歐洲聯盟內仍然有10個成員國拒絕承認同性伴侶為其孩子的雙親。因此導致了這樣一種情況，在一個國家被承認為家長的兩個人在出境旅遊到另一個國家時會被發現自己已被所在國法律解除了家庭關係。而另一個經常遇到的情況則是在某個成員國所簽發的列出同性伴侶家長的出生證明在其他國家是不被承認的，這就導致有些孩子會因此沒有護照。
在歐洲法院懸而未決的“V.M.A.訴斯托尼察娜·歐布斯留申那案（V.M.A. v. Stolichna Obsthina）”就涉及到一名無法申請保加利亞國籍的兒童，因為她的家長是一對女同性戀者。 由歐洲議會請願委員會委託撰寫的一份報告建議歐盟委員會或歐洲法院應該闡明，涉及自由遷徙權的《公民權利準則》也應該適用於同性伴侶家庭，使他們在行使歐盟自由遷徙權利時不應受到歧視。
“歐布斯留申那案”最終於2021年12月14日做出裁決，歐洲法院接受了歐洲議會請願委員會的立場，裁定保加利亞未向這對女同性戀伴侶的孩子簽發相關文件的行為違反了歐盟法律。該裁決指出，雖然各成員國政府有權決定是否將同性婚姻及LGBT收養等權利擴大到本國公民，但這個選擇不能以剝奪孩子與其正在歐盟境內自由遷徙的同性伴侶家長中任意一方的關係為代價。

## 轉換療法
2018年3月，歐洲議會以435票對109票的多數優勢通過一項決議，該決議譴責轉換療法並敦促歐洲聯盟各成員國以立法的形式禁止該療法。 該決議通過後，歐洲議會LGBTI權益小組發佈了一份報告，該報告稱“目前僅有馬耳他和西班牙部分地區明確禁止LGBTI轉換治療”。 德國於2020年，法國於2022年，塞浦路斯於2023年先後宣佈禁止針對未成年人的轉換療法。 愛爾蘭、荷蘭、比利時、葡萄牙和奧地利也提出了類似的禁令。

## 成員立法
自2018年開始，歐洲聯盟所有成員國都允許公開出櫃的LGBT人士在軍隊服役。而在2016年12月，馬耳他成為歐洲聯盟乃至整個歐洲第一個禁止轉換療法的國家。
| 成員國     | 非婚同居                                                | 民事結合                                                 | 同性婚姻                            | 同性伴侶收養                                     | 反歧視立法 | 仇恨罪 仇恨言論 |
| ---------- | ------------------------------------------------------- | -------------------------------------------------------- | ----------------------------------- | ------------------------------------------------ | ---------- | --------------- |
| 奧地利     | 允許 （自2003年始）                                     | 允許 （已註冊伴侶關係自2010年始）                        | 允許 （自2019年始）                 | 允許 （自2016年始）                              | 完全立法   | 已立法          |
| 比利時     | 禁止                                                    | 允許 （合法同居關係自2010年始）                          | 允許 （自2003年始）                 | 允許 （自2006年始）                              | 完全立法   | 已立法          |
| 保加利亞   | 禁止                                                    | 禁止                                                     | 憲法禁止 （自1991年始）             | 禁止                                             | 完全立法   | 已立法          |
| 克羅地亞   | 允許 （自2003年始）                                     | 允許 （生活伴侶關係自2014年始）                          | 憲法禁止 （自2013年始）             | 允許 （自2022年始）                              | 完全立法   | 已立法          |
| 塞浦路斯   | 禁止                                                    | 允許 （民事同居關係自2015年始）                          | 禁止                                | 禁止                                             | 完全立法   | 已立法          |
| 捷克       | 允許 （自2001年始）                                     | 允許 （註冊伴侶關係自2006年始）                          | 禁止 （同意立法推動中）             | 禁止 （伴侶一方可單獨收養繼子女）                | 完全立法   | 已立法          |
| 丹麥       | 允許 （自1986年始）                                     | 註冊伴侶關係於1989年至2012年合法；此後伴侶關係仍被認可。 | 允許 （自2012年始）                 | 允許 （自2010年始）                              | 完全立法   | 已立法          |
| 愛沙尼亞   | 禁止                                                    | 允許 （協議同居關係自2016年始）                          | 允許 （正式許可自2024年1月1日開始） | 允許 （正式許可自2024年1月1日開始）              | 完全立法   | 已立法          |
| 芬蘭       | 禁止                                                    | 註冊伴侶關係於1989年至2012年合法；此後伴侶關係仍被認可。 | 允許 （自2017年始）                 | 允許 （自2017年始）                              | 完全立法   | 已立法          |
| 法國       | 允許 （自1999年始）                                     | 允許 （協議民事互助關係自1999年始）                      | 允許 （自2013年始）                 | 允許 （自2013年始）                              | 完全立法   | 已立法          |
| 德國       | 禁止                                                    | 註冊伴侶關係於2001年至2017年合法；此後伴侶關係仍被認可。 | 允許 （自2017年始）                 | 允許 （自2017年始）                              | 完全立法   | 已立法          |
| 希臘       | 禁止                                                    | 允許 （協議同居關係自2015年始）                          | 允許 （自2024年始）                 | 允許 （自2024年始）                              | 完全立法   | 已立法          |
| 匈牙利     | 允許 （自1996年始）                                     | 允許 （註冊伴侶關係自2009年始）                          | 憲法禁止 （自2012年始）             | 憲法禁止 （自2020年始）                          | 完全立法   | 已立法          |
| 愛爾蘭     | 允許 （自2011年始）                                     | 註冊伴侶關係於2011年至2015年合法；此後伴侶關係仍被認可。 | 允許 （自2015年始）                 | 允許 （自2016年始）                              | 完全立法   | 已立法          |
| 義大利     | 允許 （自2016年始）                                     | 允許 （民事結合關係自2016年始）                          | 禁止 海外同性婚姻只能以民事關係登記 | 自2016年起允許領養繼子女                         | 部分立法   | 未立法          |
| 拉脫維亞   | 允許                                                    | 允許 （司法承認自2022年始）                              | 憲法禁止 （自2006年始）             | 禁止                                             | 部分立法   | 未立法          |
| 立陶宛     | 禁止                                                    | 禁止                                                     | 憲法禁止 （自1992年始）             | 禁止                                             | 完全立法   | 已立法          |
| 盧森堡     | 禁止                                                    | 允許 （註冊伴侶關係自2004年始）                          | 允許 （自2015年始）                 | 允許 （自2015年始）                              | 完全立法   | 已立法          |
| 馬耳他     | 允許 （自2017年始）                                     | 允許 （民事結合自2014年始）                              | 允許 （自2017年始）                 | 允許 （自2014年始）                              | 完全立法   | 已立法          |
| 荷蘭       | 允許 （自1979年始）                                     | 允許 （註冊伴侶關係自1998年始）                          | 允許 （自2001年始）                 | 允許                                             | 完全立法   | 已立法          |
| 波蘭       | 允許 （自2012年始）                                     | 禁止                                                     | 憲法禁止 （自1997年始）             | 禁止                                             | 部分立法   | 未立法          |
| 葡萄牙     | 允許 （自2001年始）                                     | 允許                                                     | 允許 （自2010年始）                 | 允許 （自2016年始）                              | 完全立法   | 已立法          |
| 羅馬尼亞   | 禁止                                                    | 禁止                                                     | 禁止                                | 禁止                                             | 完全立法   | 已立法          |
| 斯洛伐克   | 允許 （自2018年在刑法與民法上承認“親密人士”的有限權益） | 禁止                                                     | 憲法禁止 （自2014年始）             | 禁止                                             | 完全立法   | 已立法          |
| 斯洛文尼亞 | 允許 （自2006年始）                                     | 允許 （註冊伴侶關係自2017年始）                          | 允許 （自2022年始）                 | 允許 （繼子女收養自2011年始 聯合收養自2022年始） | 完全立法   | 已立法          |
| 西班牙     | 允許 （自1995年始）                                     | 允許 （自2018年全國范圍承認）                            | 允許 （自2005年始）                 | 允許                                             | 完全立法   | 已立法          |
| 瑞典       | 允許 （自1998年始）                                     | 註冊伴侶關係於1995年至2009年合法；此後伴侶關係仍被認可。 | 允許 （自2009年始）                 | 允許 （自2002年始）                              | 完全立法   | 已立法          |

### 北塞浦路斯
由於塞浦路斯爭端而致使北塞浦路斯在實際上已經脫離塞浦路斯共和國的控制，因此歐盟法律在該地區所成立的北塞浦路斯突厥共和國无法執行。
| 成員國     | 非婚同居 | 民事結合 | 同性婚姻 | 同性伴侶收養 | 反歧視立法 | 仇恨罪 仇恨言論 |
| ---------- | -------- | -------- | -------- | ------------ | ---------- | --------------- |
| 北塞浦路斯 | 不適用   | 禁止     | 禁止     | 禁止         | 完全立法   | 已立法          |

## 公眾輿論
| 成員國                       | “男同性戀者、女同性戀者及跨性別者應該擁有 與異性戀者相同的權益” | “兩個同性之間的 性關係沒有什麼問題” | “整個歐洲都應該 允許同性婚姻” | 相較2015年 上次調查的變化 |
| ---------------------------- | --------------------------------------------------------------- | ----------------------------------- | ----------------------------- | ------------------------- |
| 奥地利                       | 70%                                                             | 66%                                 | 66%                           | ▲ 4                       |
| 比利时                       | 84%                                                             | 82%                                 | 82%                           | ▲ 5                       |
| 保加利亚                     | 39%                                                             | 20%                                 | 16%                           | ▼ 1                       |
|                              | 44%                                                             | 36%                                 | 39%                           | ▲ 2                       |
| 賽普勒斯                     | 63%                                                             | 40%                                 | 36%                           | ▼ 1                       |
| 捷克                         | 57%                                                             | 57%                                 | 48%                           | ▼ 9                       |
| 丹麦                         | 89%                                                             | 90%                                 | 89%                           | ▲ 2                       |
| 爱沙尼亚                     | 53%                                                             | 49%                                 | 41%                           | ▲ 10                      |
| 芬兰                         | 80%                                                             | 79%                                 | 76%                           | ▲ 10                      |
| 法國                         | 85%                                                             | 85%                                 | 79%                           | ▲ 8                       |
| 德国                         | 88%                                                             | 86%                                 | 84%                           | ▲ 18                      |
| 希腊                         | 64%                                                             | 44%                                 | 39%                           | ▲ 6                       |
| 匈牙利                       | 48%                                                             | 41%                                 | 33%                           | ▼ 6                       |
| 爱尔兰                       | 83%                                                             | 80%                                 | 79%                           | ▼ 1                       |
| 義大利                       | 68%                                                             | 59%                                 | 58%                           | ▲ 3                       |
| 拉脫維亞                     | 49%                                                             | 25%                                 | 24%                           | ▲ 5                       |
| 立陶宛                       | 53%                                                             | 35%                                 | 30%                           | ▲ 6                       |
| 盧森堡                       | 87%                                                             | 88%                                 | 85%                           | ▲ 10                      |
| 馬爾他                       | 73%                                                             | 73%                                 | 67%                           | ▲ 2                       |
| 荷蘭                         | 97%                                                             | 97%                                 | 92%                           | ▲ 1                       |
| 波蘭                         | 49%                                                             | 49%                                 | 45%                           | ▲ 17                      |
| 葡萄牙                       | 78%                                                             | 69%                                 | 74%                           | ▲ 13                      |
| 羅馬尼亞                     | 38%                                                             | 29%                                 | 29%                           | ▲ 8                       |
| 斯洛伐克                     | 31%                                                             | 29%                                 | 20%                           | ▼ 4                       |
| 斯洛維尼亞                   | 64%                                                             | 60%                                 | 62%                           | ▲ 8                       |
| 西班牙                       | 91%                                                             | 89%                                 | 86%                           | ▲ 2                       |
| 瑞典                         | 98%                                                             | 95%                                 | 92%                           | ▲ 2                       |
| 欧盟                         | 76%                                                             | 72%                                 | 69%                           | ▲ 8                       |
| 數據來源：《歐洲聯盟的歧視》 |                                                                 |                                     |                               |                           |